# Ostenfeld (Szlezwik-Holsztyn)
Ostenfeld (północnofryz. Aastenfäil; duń. Ostenfeld, Østerfjolde) – gmina w Niemczech w kraju związkowym Szlezwik-Holsztyn, w powiecie Nordfriesland, wchodzi w skład urzędu Nordsee-Treene.